# Colin McRae Rally 3
Colin McRae Rally 3 est un jeu vidéo de course de rallye, développé et édité par Codemasters, sorti en Europe le 25 octobre 2002 sur consoles PlayStation 2 et Xbox, et le 13 juin 2003 sur PC. Il fait partie de la série Colin McRae Rally.